# Bom Pastor (Igrejinha)

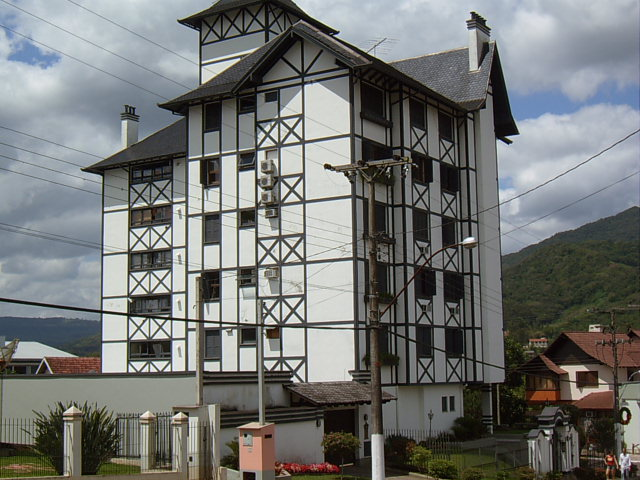
Edifício no bairro Bom Pastor

O Bom Pastor é um bairro da cidade de Igrejinha, no Rio Grande do Sul. É um dos 7 primeiros bairros da cidade, criado através da Lei Municipal nº441 de 1977. É um dos bairros com maior infra-estrutura da cidade sendo que nele estão localizados o Hospital Bom Pastor, a Delegacia de Polícia, três praças municipais com quadras esportivas, a Escola de Educação Infantil Casa da Criança Igrejinhense (pública), a Escola de Educação Infantil Estrelinha Mágica (privada), a Escola Ensino Fundamental Luterana Rendentor (privada), a Escola de Ensino Fundamental João Darcy Rheinheimer (pública) e a Escola Especial Raio de Luz da APAE (ong).

## História
Grande parte das terras do bairro pertenciam a João Geis, que as havia comprado em meados de 1850 de Tristão José Monteiro, o fundador da Colônia de Santa Maria do Mundo Novo. João Geis vendeu alguns lotes de suas terras para as famílias que vieram a se tornar os primeiros habitantes do local: Feller, Koetz, Klein, Hennemann, Sperb, Schaffer e Reinheimer. Os primeiros colonizadores encontraram uma região de mata densa, sendo obrigados a abrir picadas para poder deslocar-se. Também ocorreram diversos conflitos com os bugres que viviam no local.
O bairro Bom Pastor foi denominado e delimitado pela Lei Municipal nº 441 de 1977 e atualizado pela Lei Municipal nº 957 de 1987. Está situado entre a rua 7 de Julho, seguindo por esta em direção ao sul até encontrar a rua, daí em direção oeste até encontrar o arroio Nicolau, seguindo à montante até encontrar a divisa norte das terras de Otto Lauffer, daí em direção leste até encontrar o arroio Voluntária, seguindo à jusante até encontrar a rua Pedro Trott e por esta em direção oeste até reencontrar a rua 7 de Julho.

## Bairros vizinhos
- Centro
- Figueira
- Vila Nova